# Steve Bould
Stephen Andrew Bould (nascido em 16 de novembro de 1962) é um ex-jogador profissional de futebol inglês e atual auxiliar técnico do Arsenal.
Como jogador, ele foi um zagueiro que jogou de 1980 até 2000. Bould começou sua carreira no futebol no Stoke City, onde ganhou a reputação de ser um defensor impressionante. Depois de passar sete temporadas com os Potter e se tornar um dos zagueiros mais cobiçados do futebol inglês, ele se mudou para o Arsenal em 1988. Em Highbury, ele formou uma formidável linha defensiva com Tony Adams, Nigel Winterburn e Lee Dixon. Depois de nove títulos no clube, ele deixou os Gunners em 1999 e terminou a sua carreira jogando no Sunderland.
Desde que terminou sua carreira de jogador, Bould trabalhou nas divisões de base do Arsenal como treinador da equipe juvenil. Ele foi promovido a auxiliar técnico no início da temporada 2012-13, substituindo Pat Rice.

## Carreira

### Stoke City
Nascido em Stoke-on-Trent, Bould assinou contrato com o clube de sua cidade natal, o Stoke City em 1978, tornando-se profissional em novembro de 1980. Ele fez sua estréia na derrota por 3 a 2 para o Middlesbrough em setembro de 1981. No entanto, ele foi incapaz de conseguir um lugar regular na equipe e foi emprestado para o Torquay United em outubro de 1982. Ele jogou nove jogos do campeonato ao lado de Bruce Rioch.
Bould lentamente tornou-se um titular regular no Stoke e no final da temporada 1987-1988, era geralmente reconhecido que Bould era agora o melhor defensor da Segunda Divisão. 
Arsenal e Everton fizeram propostas para contratar o defensor. Bould escolheu o Arsenal e eles pagaram uma taxa de £390.000 por ele.

### Arsenal
Ele se transferiu para o Arsenal em 13 de junho de 1988 e tornou-se parte da linha defensiva junto com Tony Adams, Nigel Winterburn e Lee Dixon. Bould venceu o título da Primeira Divisão por duas vezes em 1988-89 e 1990-91, jogando na famosa vitória do clube por 2-0 contra o Liverpool em Anfield, onde o clube conquistou o título no último minuto do último jogo da temporada. Ele foi eleito o jogador do ano pela torcida na temporada 1991-92.
Em 15 de agosto de 1992, ele fez o primeiro gol do Arsenal na Premier League no primeiro jogo da temporada no Highbury, embora o Arsenal tenha perdido a partida por 4 a 2 para o Norwich City.
No entanto, a lesão o afastou das finais da Copa da Inglaterra e da Copa da Liga que o Arsenal venceu na temporada 1992-93, e seu lugar na equipe foi tomado por Andy Linighan, que marcou o gol do Arsenal na final da FA Cup contra o Sheffield Wednesday.
Depois de vencer a Taça dos Clubes Vencedores de Taças na temporada 1993-94 e a chegada do técnico Arsène Wenger em outubro de 1996,  levou alguns a especular que o Bould deixaria o clube (ele era reserva Martin Keown nesse momento); mas em vez disso, isso o estimulou e Bould tornou-se um membro importante do time que ganhou o doble na temporada 1997-98.

### Sunderland
Depois, a idade pesou contra Bould e ele se mudou para o recém-promovido Sunderland em julho de 1999 por uma quantia de £500,000. Após a saída do capitão Kevin Ball em dezembro de 1999, o treinador Peter Reid o nomeou como capitão do time e ajudou a equipe a terminar em sétimo lugar no campeonato. Ele permaneceu no Estádio da Luz até que a artrite contribuiu para sua aposentadoria em setembro de 2000, tendo jogado apenas 21 partidas da Premier League pelo Sunderland.

## Carreira na Seleção
Apesar de fazer parte de uma das defesas mais seguras do final dos anos 80 e dos anos 90, Bould jogou apenas duas partidas pela Seleção Inglesa, contra a Grécia (5-0) e a Noruega (0-0), no final da temporada 1993-94.

## Carreira de Treinador

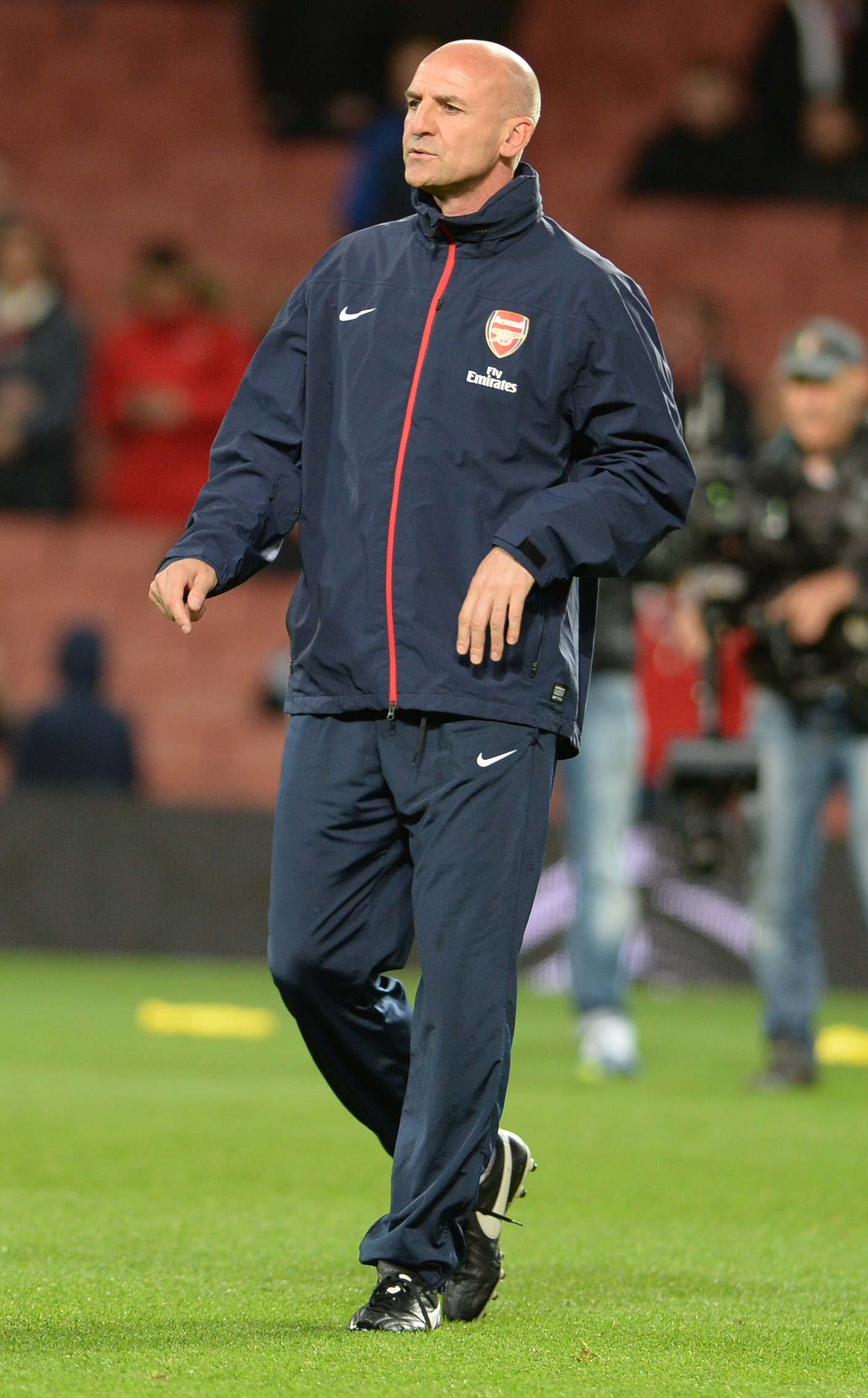
Bould em seu papel como auxiliar técnico.

Depois de se aposentar, ele começou a trabalhar nas divisões de base do Arsenal em Junho de 2001. 
Ele foi o técnico principal da equipe sub-18 e os levou ao título da Premier League da categoria nas temporadas 2008-2009, 2009-2010 e a FA Cup em 2008-2009. 
Em 10 de maio de 2012, foi anunciado que Steve Bould se tornaria o novo auxiliar técnico do Arsenal após a aposentadoria de Pat Rice no final da temporada.

## Estatísticas
| Clube          | Temporada | Liga             | Liga  | Liga | FA Cup | FA Cup | Copa da Liga | Copa da Liga | Outros | Outros | Total | Total |
| Clube          | Temporada | Divisão          | Jogos | Gols | Jogos  | Gols   | Jogos        | Gols         | Jogos  | Gols   | Jogos | Gols  |
| -------------- | --------- | ---------------- | ----- | ---- | ------ | ------ | ------------ | ------------ | ------ | ------ | ----- | ----- |
| Stoke City     | 1981–82   | Primeira Divisão | 2     | 0    | 0      | 0      | 0            | 0            | –      | –      | 2     | 0     |
| Stoke City     | 1982–83   | Primeira Divisão | 14    | 0    | 0      | 0      | 0            | 0            | –      | –      | 14    | 0     |
| Stoke City     | 1983–84   | Primeira Divisão | 38    | 2    | 1      | 0      | 4            | 1            | –      | –      | 43    | 3     |
| Stoke City     | 1984–85   | Primeira Divisão | 38    | 3    | 2      | 0      | 2            | 0            | –      | –      | 42    | 3     |
| Stoke City     | 1985–86   | Segunda Divisão  | 33    | 0    | 0      | 0      | 3            | 0            | 2      | 0      | 38    | 0     |
| Stoke City     | 1986–87   | Segunda Divisão  | 28    | 1    | 5      | 0      | 2            | 0            | 1      | 0      | 36    | 1     |
| Stoke City     | 1987–88   | Segunda Divisão  | 30    | 0    | 2      | 0      | 2            | 0            | 2      | 0      | 36    | 0     |
| Stoke City     | Total     | Total            | 183   | 6    | 10     | 0      | 13           | 1            | 5      | 0      | 211   | 7     |
| Torquay United | 1981–82   | Quarta Divisão   | 9     | 0    | 2      | 0      | 0            | 0            | –      | –      | 11    | 0     |
| Torquay United | Total     | Total            | 9     | 0    | 2      | 0      | 0            | 0            | 0      | 0      | 11    | 0     |
| Arsenal        | 1988–89   | Primeira Divisão | 30    | 2    | 1      | 0      | 5            | 0            | –      | –      | 36    | 2     |
| Arsenal        | 1989–90   | Primeira Divisão | 19    | 0    | 3      | 0      | 0            | 0            | –      | –      | 22    | 2     |
| Arsenal        | 1990–91   | Primeira Divisão | 38    | 0    | 8      | 0      | 4            | 0            | –      | –      | 50    | 2     |
| Arsenal        | 1991–92   | Primeira Divisão | 25    | 1    | 0      | 0      | 0            | 0            | 1      | 0      | 26    | 1     |
| Arsenal        | 1992–93   | Premier League   | 24    | 1    | 1      | 0      | 5            | 0            | –      | –      | 30    | 1     |
| Arsenal        | 1993–94   | Premier League   | 25    | 1    | 3      | 0      | 3            | 0            | 6      | 0      | 37    | 1     |
| Arsenal        | 1994–95   | Premier League   | 31    | 0    | 1      | 0      | 5            | 0            | 8      | 2      | 45    | 2     |
| Arsenal        | 1995–96   | Premier League   | 19    | 0    | 0      | 0      | 5            | 1            | –      | –      | 24    | 1     |
| Arsenal        | 1996–97   | Premier League   | 33    | 0    | 3      | 0      | 3            | 0            | 2      | 0      | 41    | 0     |
| Arsenal        | 1997–98   | Premier League   | 24    | 0    | 5      | 0      | 3            | 0            | 2      | 0      | 34    | 0     |
| Arsenal        | 1998–99   | Premier League   | 19    | 0    | 4      | 0      | 0            | 0            | 4      | 0      | 27    | 0     |
| Arsenal        | Total     | Total            | 287   | 5    | 29     | 0      | 33           | 1            | 23     | 2      | 372   | 8     |
| Sunderland     | 1999–2000 | Premier League   | 20    | 0    | 2      | 0      | 0            | 0            | –      | –      | 22    | 0     |
| Sunderland     | 2000–01   | Premier League   | 1     | 0    | 0      | 0      | 0            | 0            | –      | –      | 1     | 0     |
| Sunderland     | Total     | Total            | 21    | 0    | 2      | 0      | 0            | 0            | 0      | 0      | 23    | 0     |
| Total          | Total     | Total            | 500   | 11   | 43     | 0      | 46           | 2            | 28     | 2      | 617   | 15    |

## Títulos
- Premier League: 1997-98[6]